# Voli spaziali con equipaggio umano dal 1990 al 1999
La seguente è una lista dettagliata dei voli spaziali con equipaggio umano dal 1990 al 1999. Sono inclusi tutti i voli che hanno raggiunto un'altitudine di almeno 100 km ossia la definizione della Federazione Aeronautica Internazionale di volo spaziale.
| Sommario • Anni 1960 • Anni 1970 • Anni 1980 • Anni 1990 • Anni 2000 • Anni 2010 • Anni 2020                       |                                     |                                     |                                     |                                     | |
| Equipaggio | Lancio Velivolo                     | Stazione                            | Stazione                            | Rientro Velivolo                    | Breve descrizione della missione |
| 1990 |                                     |                                     |                                     |                                     | |
| Daniel Brandenstein James Wetherbee Bonnie Dunbar George Low Marsha Ivins                                          | 9 gennaio 1990 STS-32, Columbia     | 9 gennaio 1990 STS-32, Columbia     | 20 gennaio 1990 STS-32, Columbia    | 20 gennaio 1990 STS-32, Columbia    | Viene catturata e riportata a terra la piattaforma scientifica LDEF dopo 5 anni e 8 mesi di permanenza in orbita. Messa in orbita del satellite militare per telecomunicazioni SYNCOM IV-F5 (LEASAT 5).                                                                           |
| Anatolij Solov'ëv Aleksandr Balandin                                                                               | 11 febbraio 1990 Sojuz TM-9         | Mir                                 | Mir                                 | 17 luglio 1990 Sojuz TM-9           | |
| John Creighton John Casper Richard Mullane David Hilmers Pierre Thuot                                              | 28 febbraio 1990 STS-36, Atlantis   | 28 febbraio 1990 STS-36, Atlantis   | 4 marzo 1990 STS-36, Atlantis       | 4 marzo 1990 STS-36, Atlantis       | Missione del Dipartimento della Difesa degli Stati Uniti. Carico utile segreto, satelliti per la ricognizione. |
| Loren Shriver Charles Bolden Steven Hawley Bruce McCandless Kathryn Sullivan                                       | 24 aprile 1990 STS-31, Discovery    | 24 aprile 1990 STS-31, Discovery    | 29 aprile 1990 STS-31, Discovery    | 29 aprile 1990 STS-31, Discovery    | Messa in orbita del telescopio spaziale Hubble. |
| Gennadij Strekalov Gennadij Manakov                                                                                | 3 agosto 1990 Sojuz TM-10           | Mir                                 | Mir                                 | 10 dicembre 1990 Sojuz TM-10        | |
| Richard Richards Robert Cabana William Shepherd Bruce Melnick Thomas Akers                                         | 6 ottobre 1990 STS-41, Discovery    | 6 ottobre 1990 STS-41, Discovery    | 10 ottobre 1990 STS-41, Discovery   | 10 ottobre 1990 STS-41, Discovery   | Messa in orbita della sonda Ulysses. Vari esperimenti scientifici. |
| Richard Covey Frank Culbertson Robert Springer Carl Meade Charles Gemar                                            | 15 novembre 1990 STS-38, Atlantis   | 15 novembre 1990 STS-38, Atlantis   | 20 novembre 1990 STS-38, Atlantis   | 20 novembre 1990 STS-38, Atlantis   | Missione del dipartimento di difesa degli Stati Uniti d'America. Carico utile segreto, satelliti per la ricognizione. |
| Vance Brand Guy Gardner Jeffrey Hoffman John Lounge Robert A. Parker Samuel Durrance Ronald Parise                 | 2 dicembre 1990 STS-35, Columbia    | 2 dicembre 1990 STS-35, Columbia    | 10 dicembre 1990 STS-35, Columbia   | 10 dicembre 1990 STS-35, Columbia   | Astronomia nell'ultravioletto e nei raggi X (telescopio ASTRO-1). |
| Viktor Afanas'ev Musa Manarov                                                                                      | 2 dicembre 1990 Sojuz TM-11         | Mir                                 | Mir                                 | 26 maggio 1991 Sojuz TM-11          | Cambio dell'equipaggio della Mir. Primo giapponese nello spazio (Akiyama). |
| Toyohiro Akiyama                                                                                                   | 2 dicembre 1990 Sojuz TM-11         | Mir                                 | Mir                                 | 10 dicembre 1990 Sojuz TM-10        | Cambio dell'equipaggio della Mir. Primo giapponese nello spazio (Akiyama). |
| 1991 |                                     |                                     |                                     |                                     | |
| Steven Nagel Kenneth Cameron Jerry Ross Jerome Apt Linda Godwin                                                    | 5 aprile 1991 STS-37, Atlantis      | 5 aprile 1991 STS-37, Atlantis      | 11 aprile 1991 STS-37, Atlantis     | 11 aprile 1991 STS-37, Atlantis     | Messa in orbita del CGRO. |
| Michael Coats Blaine Hammond Guion Bluford Gregory Harbaugh Richard Hieb Donald McMonagle Charles Veach            | 28 aprile 1991 STS-39, Discovery    | 28 aprile 1991 STS-39, Discovery    | 6 maggio 1991 STS-39, Discovery     | 6 maggio 1991 STS-39, Discovery     | Missione del dipartimento di difesa degli Stati Uniti d'America. Carico utile in parte segreto, esperimenti scientifici ed osservazione. |
| Helen Sharman | 18 maggio 1991 Sojuz TM-12          | Mir                                 | Mir                                 | 26 maggio 1991 Sojuz TM-11          | Prima donna europea nello spazio (Sharman). Primo britannico nello spazio (Sharman). Cambio dell'equipaggio della Mir. Esperimenti di scienza della vita. |
| Anatolij Arcebarskij                                                                                               | 18 maggio 1991 Sojuz TM-12          | Mir                                 | Mir                                 | 10 ottobre 1991 Sojuz TM-12         | Prima donna europea nello spazio (Sharman). Primo britannico nello spazio (Sharman). Cambio dell'equipaggio della Mir. Esperimenti di scienza della vita. |
| Sergej Krikalëv | 18 maggio 1991 Sojuz TM-12          | Mir                                 | Mir                                 | 25 marzo 1992 Sojuz TM-13           | Prima donna europea nello spazio (Sharman). Primo britannico nello spazio (Sharman). Cambio dell'equipaggio della Mir. Esperimenti di scienza della vita. |
| Bryan O'Connor Sidney Gutierrez James Bagian Tamara Jernigan Margaret Seddon Francis Gaffney Millie Hughes-Fulford | 5 giugno 1991 STS-40, Columbia      | 5 giugno 1991 STS-40, Columbia      | 14 giugno 1991 STS-40, Columbia     | 14 giugno 1991 STS-40, Columbia     | Missione Spacelab di scienze della vita, studio sull'uomo, sui roditori e sulle meduse. |
| John Blaha Michael Baker Shannon Lucid James Adamson George Low                                                    | 2 agosto 1991 STS-43, Atlantis      | 2 agosto 1991 STS-43, Atlantis      | 11 agosto 1991 STS-43, Atlantis     | 11 agosto 1991 STS-43, Atlantis     | Messa in orbita del TDRS-5. |
| John Creighton Kenneth Reightler James Buchli Charles Gemar Mark Brown                                             | 12 settembre 1991 STS-48, Discovery | 12 settembre 1991 STS-48, Discovery | 18 settembre 1991 STS-48, Discovery | 18 settembre 1991 STS-48, Discovery | Messa in orbita dell'UARS. |
| Franz Viehböck | 2 ottobre 1991 Sojuz TM-13          | Mir                                 | Mir                                 | 10 ottobre 1991 Sojuz TM-12         | Primo austriaco nello spazio (Viehböck). Cambio dell'equipaggio della Mir. |
| Aleksandr Volkov Toqtar Äwbäkirov                                                                                  | 2 ottobre 1991 Sojuz TM-13          | Mir                                 | Mir                                 | 25 marzo 1992 Sojuz TM-13           | Primo austriaco nello spazio (Viehböck). Cambio dell'equipaggio della Mir. |
| Frederick Gregory Terence Henricks Story Musgrave Mario Runco James Voss Thomas Hennen                             | 24 novembre 1991 STS-44, Atlantis   | 24 novembre 1991 STS-44, Atlantis   | 1º dicembre 1991 STS-44, Atlantis   | 1º dicembre 1991 STS-44, Atlantis   | Missione del Dipartimento della Difesa degli Stati Uniti. Lancio del satellite per la difesa DSP. Primo italoamericano nello spazio (Runco). |
| 1992 |                                     |                                     |                                     |                                     | |
| Ronald Grabe Stephen Oswald Norman Thagard David Hilmers William Readdy Roberta Bondar Ulf Merbold                 | 22 gennaio 1992 STS-42, Discovery   | 22 gennaio 1992 STS-42, Discovery   | 30 gennaio 1992 STS-42, Discovery   | 30 gennaio 1992 STS-42, Discovery   | Prima donna canadese nello spazio (Bondar). International Microgravity Laboratory-1 (IML-1); esperimenti di scienze della vita e dei materiali. |
| Klaus-Dietrich Flade                                                                                               | 17 marzo 1992 Sojuz TM-14           | Mir                                 | Mir                                 | 25 marzo 1992 Sojuz TM-13           | Prima missione Sojuz dal crollo dell'URSS. |
| Aleksandr Viktorenko Aleksandr Kaleri                                                                              | 17 marzo 1992 Sojuz TM-14           | Mir                                 | Mir                                 | 10 agosto 1992 Sojuz TM-14          | Prima missione Sojuz dal crollo dell'URSS. |
| Charles Bolden Brian Duffy Kathryn Sullivan David Leestma Michael Foale Byron Lichtenberg Dirk Frimout             | 24 marzo 1992 STS-45, Atlantis      | 24 marzo 1992 STS-45, Atlantis      | 2 aprile 1992 STS-45, Atlantis      | 2 aprile 1992 STS-45, Atlantis      | Primo belga nello spazio (Frimout). Laboratorio atmosferico per applicazioni e scienze (ATLAS-1): esperimenti internazionali di ricerca astronomica ed atmosferica. |
| Daniel Brandenstein Kevin Chilton Pierre Thuot Kathryn Thornton Richard Hieb Thomas Akers Bruce Melnick            | 7 maggio 1992 STS-49, Endeavour     | 7 maggio 1992 STS-49, Endeavour     | 16 maggio 1992 STS-49, Endeavour    | 16 maggio 1992 STS-49, Endeavour    | Primo volo dello Space Shuttle Endeavour. Cattura, riparazione e rimessa in orbita del satellite INTELSAT VI (F-3). Esperimenti di assemblaggio e riparazione per la stazione spaziale Freedom. Prima EVA con 3 astronauti contemporaneamente (Hieb, Akers e Thuot).              |
| Richard Richards Kenneth Bowersox Bonnie Dunbar Lawrence DeLucas Ellen Baker Carl Meade Eugene Trinh               | 25 giugno 1992 STS-50, Columbia     | 25 giugno 1992 STS-50, Columbia     | 9 luglio 1992 STS-50, Columbia      | 9 luglio 1992 STS-50, Columbia      | United States Microgravity Laboratory-I (USML-1): vari esperimenti sulla microgravità. |
| Michel Tognini | 27 luglio 1992 Sojuz TM-15          | Mir                                 | Mir                                 | 10 agosto 1992 Sojuz TM-14          | Cambio dell'equipaggio della Mir. |
| Anatolij Solov'ëv Sergej Avdeev                                                                                    | 27 luglio 1992 Sojuz TM-15          | Mir                                 | Mir                                 | 1º febbraio 1993 Sojuz TM-15        | Cambio dell'equipaggio della Mir. |
| Loren Shriver Andrew Allen Jeffrey Hoffman Franklin Chang-Diaz Claude Nicollier Marsha Ivins Franco Malerba        | 31 luglio 1992 STS-46, Atlantis     | 31 luglio 1992 STS-46, Atlantis     | 8 agosto 1992 STS-46, Atlantis      | 8 agosto 1992 STS-46, Atlantis      | Primo italiano nello spazio (Malerba). Primo svizzero nello spazio (Nicollier). Lancio del satellite dell'ESA European Retrievable Carrier (EURECA). Lancio del satellite NASA/ASI Tethered Satellite System (TSS) (fallito).                                                     |
| Robert Gibson Curtis Brown Mark Lee Jan Davis Jerome Apt Mae Jemison Mamoru Mōri                                   | 12 settembre 1992 STS-47, Endeavour | 12 settembre 1992 STS-47, Endeavour | 20 settembre 1992 STS-47, Endeavour | 20 settembre 1992 STS-47, Endeavour | Prima donna afroamericana nello spazio (Jemison). Prima coppia di coniugi nello spazio (Lee e Davis). 50ª missione del programma Space Shuttle. Missione congiunta NASA e NASDA (agenzia spaziale giapponese); vengono effettuate ricerche su microgravità, biologia e materiali. |
| James Wetherbee Michael Baker Charles Veach William Shepherd Tamara Jernigan Steven MacLean                        | 22 ottobre 1992 STS-52, Columbia    | 22 ottobre 1992 STS-52, Columbia    | 1º novembre 1992 STS-52, Columbia   | 1º novembre 1992 STS-52, Columbia   | Lancio del Laser Geodynamic Satellite II (LAGEOS-II). US Microgravity Payload-1 (USMP-1): esperimenti di fisica. |
| David Walker Robert Cabana Guion Bluford James Voss Michael Clifford                                               | 2 dicembre 1992 STS-53, Discovery   | 2 dicembre 1992 STS-53, Discovery   | 9 dicembre 1992 STS-53, Discovery   | 9 dicembre 1992 STS-53, Discovery   | Missione del Dipartimento della Difesa degli Stati Uniti. Carico utile segreto, satelliti per la ricognizione. Vari esperimenti scientifici non classificati. |
| 1993 |                                     |                                     |                                     |                                     | |
| John Casper Donald McMonagle Mario Runco Gregory Harbaugh Susan Helms                                              | 13 gennaio 1993 STS-54, Endeavour   | 13 gennaio 1993 STS-54, Endeavour   | 19 gennaio 1993 STS-54, Endeavour   | 19 gennaio 1993 STS-54, Endeavour   | Messa in orbita del quinto Tracking and Data Relay Satellite (TDRS-F). Diffuse X-ray Spectrometer (DXS) ed esperimenti di microgravità. |
| Gennadij Manakov Aleksandr Poleščuk                                                                                | 24 gennaio 1993 Sojuz TM-16         | Mir                                 | Mir                                 | 22 luglio 1993 Sojuz TM-16          | Collaudo del sistema di aggancio. |
| Kenneth Cameron Stephen Oswald Michael Foale Kenneth Cockrell Ellen Ochoa                                          | 8 aprile 1993 STS-56, Discovery     | 8 aprile 1993 STS-56, Discovery     | 17 aprile 1993 STS-56, Discovery    | 17 aprile 1993 STS-56, Discovery    | Laboratorio atmosferico per lee applicazioni e le scienze-2 (ATLAS-2). Ricerche su scienze atmosferiche e solari. |
| Steven Nagel Terence Henricks Jerry Ross Charles Precourt Bernard Harris Ulrich Walter Hans Schlegel               | 26 aprile 1993 STS-55, Columbia     | 26 aprile 1993 STS-55, Columbia     | 6 maggio 1993 STS-55, Columbia      | 6 maggio 1993 STS-55, Columbia      | Laboratorio spaziale sponzorizzato dalla Germania; miscellanei esperimenti |
| Ronald Grabe Brian Duffy George Low Nancy Currie Peter Wisoff Janice Voss                                          | 21 giugno 1993 STS-57, Endeavour    | 21 giugno 1993 STS-57, Endeavour    | 1º luglio 1993 STS-57, Endeavour    | 1º luglio 1993 STS-57, Endeavour    | Primo volo del modulo Spacehab. Vari esperimenti biomedici e sui materiali. |
| Jean-Pierre Haigneré                                                                                               | 2 luglio 1993 Sojuz TM-17           | Mir                                 | Mir                                 | 22 luglio 1993 Sojuz TM-16          | Cambio dell'equipaggio della Mir. |
| Vasilij Cibliev Aleksandr Serebrov                                                                                 | 2 luglio 1993 Sojuz TM-17           | Mir                                 | Mir                                 | 13 gennaio 1994 Sojuz TM-17         | Cambio dell'equipaggio della Mir. |
| Frank Culbertson William Readdy James Newman Daniel Bursch Carl Walz                                               | 12 settembre 1993 STS-51, Discovery | 12 settembre 1993 STS-51, Discovery | 22 settembre 1993 STS-51, Discovery | 22 settembre 1993 STS-51, Discovery | Messa in orbita del satellite (ACTS). Osservazioni astronomiche nell'ultravioletto. |
| John Blaha Richard Searfoss Margaret Seddon William McArthur David Wolf Shannon Lucid Martin Fettman               | 18 ottobre 1993 STS-58, Columbia    | 18 ottobre 1993 STS-58, Columbia    | 1º novembre 1993 STS-58, Columbia   | 1º novembre 1993 STS-58, Columbia   | Laboratorio spaziale per ricerche in campo biologico. |
| Richard Covey Kenneth Bowersox Story Musgrave Kathryn Thornton Claude Nicollier Jeffrey Hoffman Thomas Akers       | 2 dicembre 1993 STS-61, Endeavour   | 2 dicembre 1993 STS-61, Endeavour   | 13 dicembre 1993 STS-61, Endeavour  | 13 dicembre 1993 STS-61, Endeavour  | Prima missione di riparazione del telescopio spaziale Hubble. |
| 1994 |                                     |                                     |                                     |                                     | |
| Viktor Afanas'ev Jurij Usačëv                                                                                      | 8 gennaio 1994 Sojuz TM-18          | Mir                                 | Mir                                 | 9 luglio 1994 Sojuz TM-18           | Cambio dell'equipaggio della Mir. |
| Valerij Poljakov                                                                                                   | 8 gennaio 1994 Sojuz TM-18          | Mir                                 | Mir                                 | 22 marzo 1995 Sojuz TM-20           | Cambio dell'equipaggio della Mir. |
| Charles Bolden Kenneth Reightler Jan Davis Ronald Sega Franklin Chang-Diaz Sergej Krikalëv                         | 3 febbraio 1994 STS-60, Discovery   | 3 febbraio 1994 STS-60, Discovery   | 11 febbraio 1994 STS-60, Discovery  | 11 febbraio 1994 STS-60, Discovery  | Primo russo a volare su uno Space Shuttle (Krikalëv). SPACEHAB-2: ricerche biomediche e sui materiali. Messa in orbita della piattaforma scientifica Wake Shield Facility-1. Ricerche mediche e radiologiche.                                                                     |
| John Casper Andrew Allen Pierre Thuot Charles Gemar Marsha Ivins                                                   | 4 marzo 1994 STS-62, Columbia       | 4 marzo 1994 STS-62, Columbia       | 18 marzo 1994 STS-62, Columbia      | 18 marzo 1994 STS-62, Columbia      | Vari esperimenti scientifici. |
| Sidney Gutierrez Kevin Chilton Linda Godwin Jerome Apt Michael Clifford Thomas Jones                               | 9 aprile 1994 STS-59, Endeavour     | 9 aprile 1994 STS-59, Endeavour     | 20 aprile 1994 STS-59, Endeavour    | 20 aprile 1994 STS-59, Endeavour    | Mappa radar della Terra e ricerche atmosferiche. |
| Jurij Malenčenko Talğat Musabaev                                                                                   | 3 luglio 1994 Sojuz TM-19           | Mir                                 | Mir                                 | 4 novembre 1994 Sojuz TM-19         | Esperimenti medici e di scienza dei materiali. Riparazione della Mir. |
| Robert Cabana James Halsell Richard Hieb Carl Walz Leroy Chiao Donald Thomas Chiaki Mukai                          | 8 luglio 1994 STS-65, Columbia      | 8 luglio 1994 STS-65, Columbia      | 23 luglio 1994 STS-65, Columbia     | 23 luglio 1994 STS-65, Columbia     | Prima donna giapponese e asiatica nello spazio (Mukai). International Microgravity Laboratory-2: Vari esperimenti di microgravità. |
| Richard Richards Blaine Hammond Jerry Linenger Susan Helms Carl Meade Mark Lee                                     | 9 settembre 1994 STS-64, Discovery  | 9 settembre 1994 STS-64, Discovery  | 20 settembre 1994 STS-64, Discovery | 20 settembre 1994 STS-64, Discovery | Osservazione del Sole e dell'atmosfera. |
| Michael Baker Terrence Wilcutt Thomas Jones Steven Smith Daniel Bursch Peter Wisoff                                | 30 settembre 1994 STS-68, Endeavour | 30 settembre 1994 STS-68, Endeavour | 11 ottobre 1994 STS-68, Endeavour   | 11 ottobre 1994 STS-68, Endeavour   | Immagini radar della Terra. |
| Ulf Merbold | 4 ottobre 1994 Sojuz TM-20          | Mir                                 | Mir                                 | 4 novembre 1994 Sojuz TM-19         | Cambio dell'equipaggio della Mir. |
| Aleksandr Viktorenko Elena Kondakova                                                                               | 4 ottobre 1994 Sojuz TM-20          | Mir                                 | Mir                                 | 22 marzo 1995 Sojuz TM-20           | Cambio dell'equipaggio della Mir. |
| Donald McMonagle Curtis Brown Ellen Ochoa Scott Parazynski Joseph Tanner Jean-François Clervoy                     | 3 novembre 1994 STS-66, Atlantis    | 3 novembre 1994 STS-66, Atlantis    | 14 novembre 1994 STS-66, Atlantis   | 14 novembre 1994 STS-66, Atlantis   | Ricerche sull'atmosfera. |
| 1995 |                                     |                                     |                                     |                                     | |
| James Wetherbee Eileen Collins Michael Foale Janice Voss Bernard Harris Vladimir Titov                             | 3 febbraio 1995 STS-63, Discovery   | 3 febbraio 1995 STS-63, Discovery   | 11 febbraio 1995 STS-63, Discovery  | 11 febbraio 1995 STS-63, Discovery  | . Primo pilota donna di uno space shuttle (Collins). Prima EVA di un afroamericano (Harris). Manovre di incontro con la Mir. SPACEHAB-3: Vari esperimenti scientifici. |
| Stephen Oswald William Gregory Tamara Jernigan John Grunsfeld Wendy Lawrence Ronald Parise Samuel Durrance         | 2 marzo 1995 STS-67, Endeavour      | 2 marzo 1995 STS-67, Endeavour      | 18 marzo 1995 STS-67, Endeavour     | 18 marzo 1995 STS-67, Endeavour     | Studi astronomici nell'ultravioletto. |
| Norman Thagard Vladimir Dežurov Gennadij Strekalov                                                                 | 14 marzo 1995 Sojuz TM-21           | Mir                                 | Mir                                 | 7 luglio 1995 STS-71, Atlantis      | Primo americano a visitare la Mir (Thagard). |
| Robert Gibson Charles Precourt Ellen Baker Bonnie Dunbar Gregory Harbaugh                                          | 27 giugno 1995 STS-71, Atlantis     | Mir                                 | Mir                                 | 7 luglio 1995 STS-71, Atlantis      | Primo aggancio Shuttle-Mir. Esperimenti biomedici. Cambio dell'equipaggio della Mir e rifornimenti. |
| Anatolij Solov'ëv Nikolaj Budarin                                                                                  | 27 giugno 1995 STS-71, Atlantis     | Mir                                 | Mir                                 | 11 settembre 1995 Sojuz TM-21       | Primo aggancio Shuttle-Mir. Esperimenti biomedici. Cambio dell'equipaggio della Mir e rifornimenti. |
| Terence Henricks Kevin Kregel Nancy Currie Donald Thomas Mary Weber                                                | 13 luglio 1995 STS-70, Discovery    | 13 luglio 1995 STS-70, Discovery    | 22 luglio 1995 STS-70, Discovery    | 22 luglio 1995 STS-70, Discovery    | Messa in orbita del 7° Tracking and Data Relay Satellite (TDRS). Studi in campo biologico e biomedico. |
| Sergej Avdeev Jurij Gidzenko Thomas Reiter                                                                         | 5 settembre 1995 Sojuz TM-22        | Mir                                 | Mir                                 | 29 febbraio 1996 Sojuz TM-22        | Prima EVA di un astronauta tedesco (Reiter). Cambio dell'equipaggio della Mir. |
| David Walker Kenneth Cockrell James Voss James Newman Michael Gernhardt                                            | 7 settembre 1995 STS-69, Endeavour  | 7 settembre 1995 STS-69, Endeavour  | 18 settembre 1995 STS-69, Endeavour | 18 settembre 1995 STS-69, Endeavour | Osservazione del Sole. Messa in orbita della piattaforma scientificaWake Shield Facility-2. |
| Kenneth Bowersox Kent Rominger Kathryn Thornton Catherine Coleman Michael López-Alegría Fred Leslie Albert Sacco   | 20 ottobre 1995 STS-73, Columbia    | 20 ottobre 1995 STS-73, Columbia    | 5 novembre 1995 STS-73, Columbia    | 5 novembre 1995 STS-73, Columbia    | Esperimenti sulla microgravità. |
| Kenneth Cameron James Halsell Jerry Ross William McArthur Chris Hadfield                                           | 12 novembre 1995 STS-74, Atlantis   | Mir                                 | Mir                                 | 20 novembre 1995 STS-74, Atlantis   | Secondo aggancio Shuttle-Mir. Consegnati il modulo di aggancio russo e un modulo fotovoltaico. |
| 1996 |                                     |                                     |                                     |                                     | |
| Brian Duffy Brent Jett Leroy Chiao Daniel Barry Winston Scott Koichi Wakata                                        | 11 gennaio 1996 STS-72, Endeavour   | 11 gennaio 1996 STS-72, Endeavour   | 20 gennaio 1996 STS-72, Endeavour   | 20 gennaio 1996 STS-72, Endeavour   | Viene catturato e riportato a terra il satellite giapponese SFU. |
| Jurij Onufrienko Jurij Usačëv                                                                                      | 21 febbraio 1996 Sojuz TM-23        | Mir                                 | Mir                                 | 2 settembre 1996 Sojuz TM-23        | |
| Andrew Allen Scott Horowitz Franklin Chang-Diaz Maurizio Cheli Jeffrey Hoffman Claude Nicollier Umberto Guidoni    | 22 febbraio 1996 STS-75, Columbia   | 22 febbraio 1996 STS-75, Columbia   | 9 marzo 1996 STS-75, Columbia       | 9 marzo 1996 STS-75, Columbia       | Messa in orbita del Tethered Satellite System (TSS-1R) (secondo tentativo, successo parziale). Ricerca sulla microgravità. |
| Kevin Chilton Richard Searfoss Linda Godwin Michael Clifford Ronald Sega                                           | 22 marzo 1996 STS-76, Atlantis      | Mir                                 | Mir                                 | 31 marzo 1996 STS-76, Atlantis      | Prima donna americana sulla Mir (Lucid). Cambio dell'equipaggio della Mir e rifornimenti. |
| Shannon Lucid | 22 marzo 1996 STS-76, Atlantis      | Mir                                 | Mir                                 | 26 settembre 1996 STS-79, Atlantis  | Prima donna americana sulla Mir (Lucid). Cambio dell'equipaggio della Mir e rifornimenti. |
| John Casper Curtis Brown Daniel Bursch Mario Runco Marc Garneau Andrew Thomas                                      | 19 maggio 1996 STS-77, Endeavour    | 19 maggio 1996 STS-77, Endeavour    | 29 maggio 1996 STS-77, Endeavour    | 29 maggio 1996 STS-77, Endeavour    | SPACEHAB-4: vari esperimenti. Messa in orbita del satellite Spartan-207/IAE (Inflatable Antenna Experiment). Collegamento con un satellite sperimentale. |
| Terence Henricks Kevin Kregel Susan Helms Richard Linnehan Charles Brady Jean-Jacques Favier Robert Thirsk         | 20 giugno 1996 STS-78, Columbia     | 20 giugno 1996 STS-78, Columbia     | 7 luglio 1996 STS-78, Columbia      | 7 luglio 1996 STS-78, Columbia      | Varie ricerche. |
| Valerij Korzun Aleksandr Kaleri                                                                                    | 18 agosto 1996 Sojuz TM-24          | Mir                                 | Mir                                 | 2 marzo 1997 Sojuz TM-24            | Cambio dell'equipaggio della Mir. Esperimenti medici e biologici. Prima donna francese nello spazio (Andre-Deshays). |
| Claudie Haigneré                                                                                                   | 18 agosto 1996 Sojuz TM-24          | Mir                                 | Mir                                 | 2 settembre 1996 Sojuz TM-23        | Cambio dell'equipaggio della Mir. Esperimenti medici e biologici. Prima donna francese nello spazio (Andre-Deshays). |
| William Readdy Terrence Wilcutt Thomas Akers Jerome Apt Carl Walz                                                  | 16 settembre 1996 STS-79, Atlantis  | Mir                                 | Mir                                 | 26 settembre 1996 STS-79, Atlantis  | Cambio dell'equipaggio della Mir e rifornimenti. Vari esperimenti scientifici. |
| John Blaha | 16 settembre 1996 STS-79, Atlantis  | Mir                                 | Mir                                 | 22 gennaio 1997 STS-81, Atlantis    | Cambio dell'equipaggio della Mir e rifornimenti. Vari esperimenti scientifici. |
| Kenneth Cockrell Kent Rominger Tamara Jernigan Thomas Jones Story Musgrave                                         | 19 novembre 1996 STS-80, Columbia   | 19 novembre 1996 STS-80, Columbia   | 7 dicembre 1996 STS-80, Columbia    | 7 dicembre 1996 STS-80, Columbia    | Spiegamento e recupero del Wake Shield Facility e dello spettrografo-shuttle tedesco orbitante \|per gli ultravioletti (ORFEUS-SPAS II). |
| 1997 |                                     |                                     |                                     |                                     | |
| Michael Baker Brent Jett John Grunsfeld Marsha Ivins Peter Wisoff                                                  | 12 gennaio 1997 STS-81, Atlantis    | Mir                                 | Mir                                 | 22 gennaio 1997 STS-81, Atlantis    | Cambio dell'equipaggio della Mir e rifornimenti. |
| Jerry Linenger | 12 gennaio 1997 STS-81, Atlantis    | Mir                                 | Mir                                 | 24 maggio 1997 STS-84, Atlantis     | Cambio dell'equipaggio della Mir e rifornimenti. |
| Vasilij Cibliev Aleksandr Lazutkin                                                                                 | 10 febbraio 1997 Sojuz TM-25        | Mir                                 | Mir                                 | 14 agosto 1997 Sojuz TM-25          | Cambio dell'equipaggio della Mir e rifornimenti. |
| Reinhold Ewald | 10 febbraio 1997 Sojuz TM-25        | Mir                                 | Mir                                 | 2 marzo 1997 Sojuz TM-24            | Cambio dell'equipaggio della Mir e rifornimenti. |
| Kenneth Bowersox Scott Horowitz Mark Lee Steven Hawley Gregory Harbaugh Steven Smith Joseph Tanner                 | 11 febbraio 1997 STS-82, Discovery  | 11 febbraio 1997 STS-82, Discovery  | 21 febbraio 1997 STS-82, Discovery  | 21 febbraio 1997 STS-82, Discovery  | missione di servizio per il telescopio spaziale Hubble. |
| James Halsell Susan Kilrain Janice Voss Donald Thomas Michael Gernhardt Roger Crouch Gregory Linteris              | 4 aprile 1997 STS-83, Columbia      | 4 aprile 1997 STS-83, Columbia      | 8 aprile 1997 STS-83, Columbia      | 8 aprile 1997 STS-83, Columbia      | Esperimenti sulla microgravità. Missione interrotta per problemi alla cella combustibile. |
| Charles Precourt Eileen Collins Jean-François Clervoy Carlos Noriega Edward Lu Elena Kondakova                     | 15 maggio 1997 STS-84, Atlantis     | Mir                                 | Mir                                 | 24 maggio 1997 STS-84, Atlantis     | Cambio dell'equipaggio della Mir e rifornimenti. Prima passeggiata spaziale congiunta russostatunitense. |
| Michael Foale | 15 maggio 1997 STS-84, Atlantis     | Mir                                 | Mir                                 | 6 ottobre 1997 STS-86, Atlantis     | Cambio dell'equipaggio della Mir e rifornimenti. Prima passeggiata spaziale congiunta russostatunitense. |
| James Halsell Susan Kilrain Janice Voss Donald Thomas Michael Gernhardt Roger Crouch Gregory Linteris              | 1º luglio 1997 STS-94, Columbia     | 1º luglio 1997 STS-94, Columbia     | 17 luglio 1997 STS-94, Columbia     | 17 luglio 1997 STS-94, Columbia     | Esperimenti sulla microgravità; nuovo volo per la missione interrotta STS-83. |
| Anatolij Solov'ëv Pavel Vinogradov                                                                                 | 6 agosto 1997 Sojuz TM-26           | Mir                                 | Mir                                 | 19 febbraio 1998 Sojuz TM-26        | Riparazioni alla stazione spaziale Mir. |
| Curtis Brown Kent Rominger Jan Davis Robert Curbeam Stephen Robinson Bjarni Tryggvason                             | 7 agosto 1997 STS-85, Discovery     | 7 agosto 1997 STS-85, Discovery     | 19 agosto 1997 STS-85, Discovery    | 19 agosto 1997 STS-85, Discovery    | Ricerca atmosferica. |
| James Wetherbee Michael Bloomfield Vladimir Titov Scott Parazynski Jean-Loup Chrétien Wendy Lawrence               | 25 settembre 1997 STS-86, Atlantis  | Mir                                 | Mir                                 | 6 ottobre 1997 STS-86, Atlantis     | Cambio dell'equipaggio della Mir e rifornimenti. |
| David Wolf | 25 settembre 1997 STS-86, Atlantis  | Mir                                 | Mir                                 | 31 gennaio 1998 STS-89, Endeavour   | Cambio dell'equipaggio della Mir e rifornimenti. |
| Steven Lindsey Kevin Kregel Winston Scott Kalpana Chawla Takao Doi Leonid Kadenjuk                                 | 19 novembre 1997 STS-87, Columbia   | 19 novembre 1997 STS-87, Columbia   | 5 dicembre 1997 STS-87, Columbia    | 5 dicembre 1997 STS-87, Columbia    | Vari esperimenti scientifici. Primo giapponese a compiere un'EVA (Doi). Primo ucraino nello spazio (Kadenjuk). |
| 1998 |                                     |                                     |                                     |                                     | |
| Terrence Wilcutt Joe Edwards Bonnie Dunbar Michael Anderson James Reilly Saližan Šaripov                           | 22 gennaio 1998 STS-89, Endeavour   | Mir                                 | Mir                                 | 31 gennaio 1998 STS-89, Endeavour   | Cambio dell'equipaggio della Mir e rifornimenti. Primo uzbeko nello spazio (Šaripov). |
| Andrew Thomas | 22 gennaio 1998 STS-89, Endeavour   | Mir                                 | Mir                                 | 12 giugno 1998 STS-91, Discovery    | Cambio dell'equipaggio della Mir e rifornimenti. Primo uzbeko nello spazio (Šaripov). |
| Léopold Eyharts | 29 gennaio 1998 Sojuz TM-27         | Mir                                 | Mir                                 | 19 febbraio 1998 Sojuz TM-26        | Cambio dell'equipaggio della Mir. |
| Talğat Musabaev Nikolaj Budarin                                                                                    | 29 gennaio 1998 Sojuz TM-27         | Mir                                 | Mir                                 | 25 agosto 1998 Sojuz TM-27          | Cambio dell'equipaggio della Mir. |
| Richard Searfoss Scott Altman Richard Linnehan Dafydd Williams Kathryn Hire Jay Buckey James Pawelczyk             | 17 aprile 1998 STS-90, Columbia     | 17 aprile 1998 STS-90, Columbia     | 3 maggio 1998 STS-90, Columbia      | 3 maggio 1998 STS-90, Columbia      | Ricerche neurologiche. Ultima missione dello Spacelab. |
| Charles Precourt Dominic Gorie Wendy Lawrence Franklin Chang-Diaz Janet Kavandi Valerij Rjumin                     | 2 giugno 1998 STS-91, Discovery     | Mir                                 | Mir                                 | 12 giugno 1998 STS-91, Discovery    | Final Shuttle-Mir docking; cambio dell'equipaggio della Mir e rifornimenti. Ricerche \|astrofisiche. |
| Jurij Baturin | 15 agosto 1998 Sojuz TM-28          | Mir                                 | Mir                                 | 25 agosto 1998 Sojuz TM-27          | Cambio dell'equipaggio della Mir. |
| Gennadij Padalka                                                                                                   | 15 agosto 1998 Sojuz TM-28          | Mir                                 | Mir                                 | 28 febbraio 1999 Sojuz TM-28        | Cambio dell'equipaggio della Mir. |
| Sergej Avdeev | 15 agosto 1998 Sojuz TM-28          | Mir                                 | Mir                                 | 28 agosto 1999 Sojuz TM-29          | Cambio dell'equipaggio della Mir. |
| Curtis Brown Steven Lindsey Scott Parazynski Stephen Robinson Pedro Duque Chiaki Mukai John Glenn                  | 29 ottobre 1998 STS-95, Discovery   | 29 ottobre 1998 STS-95, Discovery   | 7 novembre 1998 STS-95, Discovery   | 7 novembre 1998 STS-95, Discovery   | Primo spagnolo nello spazio (Duque). Il veterano John Glenn torna nello spazio all'età di 77 anni. Vari esperimenti scientifici. |
| Robert Cabana Frederick Sturckow Nancy Currie Jerry Ross James Newman Sergej Krikalëv                              | 4 dicembre 1998 STS-88, Endeavour   | ISS                                 | ISS                                 | 15 dicembre 1998 STS-88, Endeavour  | Messa in orbita e assemblaggio del nodo 1 denominato Unity.Primo modulo statunitense della Stazione spaziale internazionale. |
| 1999 |                                     |                                     |                                     |                                     | |
| Ivan Bella | 20 febbraio 1999 Sojuz TM-29        | Mir                                 | Mir                                 | 28 febbraio 1999 Sojuz TM-28        | Primo slovacco nello spazio (Bella). Cambio dell'equipaggio della Mir. |
| Viktor Afanas'ev Jean-Pierre Haigneré                                                                              | 20 febbraio 1999 Sojuz TM-29        | Mir                                 | Mir                                 | 28 agosto 1999 Sojuz TM-29          | Primo slovacco nello spazio (Bella). Cambio dell'equipaggio della Mir. |
| Kent Rominger Rick Husband Ellen Ochoa Tamara Jernigan Daniel Barry Julie Payette Valerij Tokarev                  | 27 maggio 1999 STS-96, Discovery    | ISS                                 | ISS                                 | 6 giugno 1999 STS-96, Discovery     | Second volo per l'ISS, assemblaggio e rifornimenti. |
| Eileen Collins Jeffrey Ashby Steven Hawley Catherine Coleman Michel Tognini                                        | 23 luglio 1999 STS-93, Columbia     | 23 luglio 1999 STS-93, Columbia     | 27 luglio 1999 STS-93, Columbia     | 27 luglio 1999 STS-93, Columbia     | Primo comandante donna di una missione dello Space Shuttle (Collins). Messa in orbita del Chandra X-ray Observatory. |
| Curtis Brown Scott Kelly Steven Smith Michael Foale John Grunsfeld Claude Nicollier Jean-François Clervoy          | 19 dicembre 1999 STS-103, Discovery | 19 dicembre 1999 STS-103, Discovery | 27 dicembre 1999 STS-103, Discovery | 27 dicembre 1999 STS-103, Discovery | Missione di servizio per il telescopio spaziale Hubble. |
| Sommario • Anni 1960 • Anni 1970 • Anni 1980 • Anni 1990 • Anni 2000 • Anni 2010 • Anni 2020                       |                                     |                                     |                                     |                                     | |